# اریه درعی
اَریه مخلوف درعی (عبری: אריה מכלוף דרעי؛ زادهٔ ۱۷ فوریهٔ ۱۹۵۹) سیاست‌مدار اسرائیلی است. او که از بنیانگذاران شاس است،به نمایندگی از آن وزارت کشور و وزارت توسعه نگب و جلیله را برعهده دارد، و از اعضای کابینه امنیتی اسرائیل است. او پیشتر وزیر اقتصاد بوده‌است. در ۱۹۹۹، درعی متهم به رشوه‌خواری، کلاهبرداری و نقض عهد شده و محکومیت سه سال زندان گرفت. او در سال ۲۰۱۳ به رهبری حزب شاس برگشت.